# Richard Geng

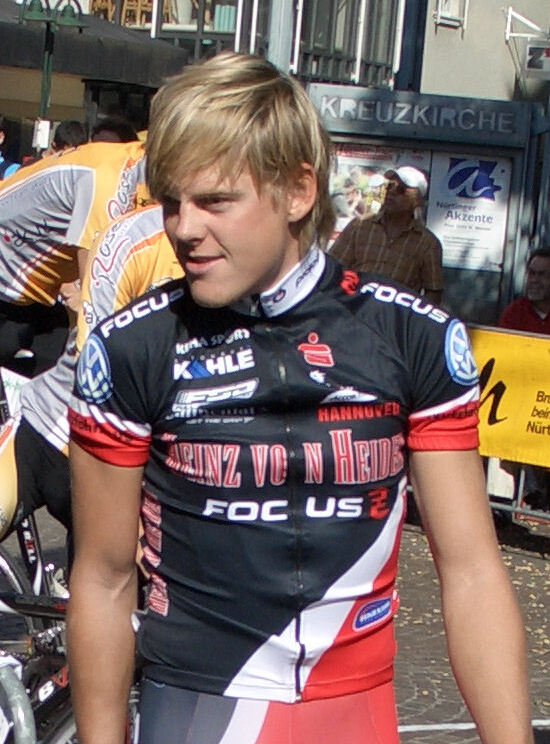
Richard Geng

Richard Geng (* 15. August 1985 in Berlin, Deutschland) ist ein deutscher Radrennfahrer.
Richard Geng fuhr von 2004 bis 2006 als Amateur für die Berliner Mannschaft KED Bianchi. Beim Etappenrennen Stuttgart–Straßburg wurde er 2005 Etappendritter auf der Königsetappe und belegte den 14. Gesamtrang. 2006 wurde er Achter bei den deutschen Straßenmeisterschaften der U23.
2007 fuhr Geng sein erstes Profijahr für das deutsche Continental Team Heinz von Heiden-Focus. Er belegte den dritten Rang in der Punktewertung der Sachsen-Tour, in der er zwei Etappen lang geführt hatte. Außerdem wurde er Dritter in Bad Sachsa einem Rennen der Harz-Trilogie, in der er ebenfalls Dritter in der Gesamtwertung wurde. Er wurde Zweiter in Burgdorf und gewann das Sprinttrikot bei „Rund um den Sachsenring“.
2008 fuhr er für das amerikanische Profiteam Rite Aid Pro Cycling Team pb Shebell & Shebell. Beim 1.1-Rennen PCT in Philadelphia war er zusammen mit Tyler Hamilton in der Spitzengruppe vertreten. Er gewann eine Etappe beim Giro de Jersey.
2013 wurde Geng Berliner Meister im Straßenrennen als Fahrer der Synergy ProTraining Renngemeinschaft, die ihren Namen durch das gleichnamige Berliner Leistungsdiagnostik- und Trainingsbetreuungsunternehmen erhalten hat, dessen Cheftrainer Richard Geng war.
2015 befuhr er den Mont Ventoux neunmal innerhalb von 24 Stunden, wobei er über 375 Kilometer zurücklegte.
Bei seinen Studium der Sportwissenschaften, welches er 2009 in Colorado begann, lernte er seine spätere Ehefrau kennen. Im Herbst 2015 zogen sie in ihre Heimatstadt Salinas. Hier begann er eine neue Karriere im Polizeidienst, wo er als Deputy Sheriff im Monterey County tätig ist. Geng besitzt neben der deutschen Staatsbürgerschaft inzwischen auch die US-amerikanische.

## Teams
- 2007: Team Heinz von Heiden
- 2008: Rite Aid-Shebell & Shebell